# Valdetorres de Jarama
Valdetorres de Jarama é um município da Espanha na província e comunidade autónoma de Madrid, de área 33,68 km² com população de 2870 habitantes (2004) e densidade populacional de 85,21 hab/km².

## Demografia
| Variação demográfica do município entre 1991 e 2004 | Variação demográfica do município entre 1991 e 2004 | Variação demográfica do município entre 1991 e 2004 | Variação demográfica do município entre 1991 e 2004 |
| --------------------------------------------------- | --------------------------------------------------- | --------------------------------------------------- | --------------------------------------------------- |
| 1991                                                | 1996                                                | 2001                                                | 2004                                                |
| 1258                                                | 1662                                                | 2278                                                | 2870                                                |